# 新野郵便局 (徳島県)
新野郵便局（あらたのゆうびんきょく）は、徳島県阿南市新野町にある郵便局。民営化前の分類では無集配特定郵便局であった。

## 概要
住所：〒779-1510 徳島県阿南市新野町馬場54-11

## 沿革
- 2006年（平成18年）10月16日 -  桑野郵便局へ集配業務を移管、無集配局となる。郵便番号を779-1599から779-1510に変更[1]。
- 2007年（平成19年）10月1日 - 民営化に伴い、郵便局株式会社新野郵便局となる。
- 2012年（平成24年）10月1日 - 日本郵便株式会社発足に伴い、日本郵便株式会社新野郵便局となる。

## 取扱内容
- 郵便、印紙、ゆうパック、内容証明
- 貯金、為替、振替、振込、国債
- 生命保険、バイク自賠責保険
- 地方公共団体事務（阿南市入場券の販売）
- ゆうちょ銀行ATM

## 風景印
- 図柄は筍と竹細工の阿波踊り。局名表記は「徳島・新野」
- 使用開始日は1983年（昭和58年）8月1日

## 周辺
- 阿波銀行新野支店

## アクセス
- JR牟岐線 新野駅
- 徳島バス 新野局南停留所下車
- 徳島県道35号阿南相生線沿い
- 駐車場:2台